# Tractatus de translatione Imperii
Il Tractatus de translatione imperii è una delle cosiddette opere minori di Marsilio da Padova. Un'opera che niente aggiunge alla fama derivata a Marsilio dal Defensor pacis anche se ebbe una certa diffusione in Europa.
Nel secolo XV era studiato a Erfurt, a Vienna, a Monaco oltre che in Italia, testimoniando l'interesse per la cultura italiana che vede Marsilio assieme a Francesco Petrarca, Coluccio Salutati, Giovanni Boccaccio, Poggio Bracciolini, Guarino ed altri anche minori.
Si può considerare questo trattato come una storia sintetica dell'Impero dalla fondazione di Roma fino al secolo XIV.
Il trattato di scarso valore storico e giuridico è, per altri versi, interessante in quanto ci aiuta a capire alcuni punti oscuri della dottrina politica marsiliana: l'abbandono della fede nei miracoli, la ricerca delle cause degli eventi nelle forze e nelle azioni sociali e politiche dei popoli e dei loro capi.